# Drahomír Jirotka
Drahomír „Drahoš” Jirotka (Osztrák–Magyar Monarchia, Csehország, Prostějov, 1915. szeptember 20. – Skócia, Glasgow, 1958. február 21.) Európa-bajnoki ezüst- és bronzérmes csehszlovák jégkorongozó, olimpikon.
Pályafutását a HC Sparta Prahában kezdte és a második világháború kirobbanásig maradt a csapatban.
Az 1936. évi téli olimpiai játékokon játszott a jégkorongtornán a csehszlávok csapatban. A C csoportból úgy jutottak tovább, hogy még gólt sem kaptak. A nyolcaddöntőben két négyes csoport volt, ők a B-be kerültek és innen másodikként jutottak tovább. Csak az amerikai válogatott tudta őket megverni 2–0-ra. A végső négyes döntőben mindhárom ellenfelüktől kikaptak (Kanada, Nagy-Britannia, USA) és végül csak negyedikek lettek. Az olimpia Európa-bajnokságnak is számított, így ezüstérmet nyert.
Három világbajnokságon is részt vett. Az 1935-ösön, az 1937-esen és az 1938-ason. Világbajnoki érmet nem nyert, de ezek a világbajnokságok akkor még jégkorong-Európa-bajnokságnak is számítottak, így az 1935-ről egy bronzéremmel térhetett haza.